# 우케나촌 (에히메현 가미우케나군)
우케나촌(浮穴村)은 일본 에히메현 가미우케나군에 설치되었던 촌이다. 현재의 오즈시, 세이요시의 일부에 해당한다.